# Beregsárrét
Beregsárrét (ukránul: Кальник [Kalnik]) település Ukrajnában, Kárpátalján, a Munkácsi járásban.

## Fekvése
Munkácstól északnyugatra, Fagyalos, Zsukó és Andrásháza közt fekvő település.

## Története
Beregsárrét nevét 1557-ben említették először Kalnyig néven.
Nevét 1894-ben magyarosították Beregsárrétre.
1910-ben 1265 lakosából 33 magyar, 269 német, 945 ruszin volt. Ebből 29 római katolikus, 963 görögkatolikus, 273 izraelita volt.
A Trianoni békeszerződés előtt Bereg vármegye Latorcai járásához tartozott.